# Red White & Blue
Red White & Blue é um filme de suspense de estupro e vingança de 2010 escrito e dirigido por Simon Rumley.

## Enredo
Erica (Amanda Fuller) passa suas noites vasculhando bares e camas de Austin, Texas. Emocionalmente retraída, sua única forma de contato humano é uma série de casos de uma noite. Ela evita preservativos e nunca faz sexo com o mesmo homem duas vezes. Esse padrão de comportamento é apresentado ao público por meio de uma sequência inicial prolongada que leva a uma noite de sexo grupal com um jovem e seus dois amigos.
Ela mora em um albergue onde faz a limpeza em troca de hospedagem e alimentação. Este acordo com a senhoria é descontinuado quando o novo interno Nate (Noah Taylor) se muda para cá, e Erica precisa urgentemente de uma renda regular para pagar sua estadia. Sentindo-se responsável, Nate a ajuda a conseguir um emprego na loja DIY onde trabalha. Desconfiada e relutante no início, ela gradualmente se aproxima do misterioso Nate, que usa uma anedota de sua infância como uma metáfora para justificar seu comportamento protetor em relação a Erica, apesar de suas tendências psicopáticas. Ele também afirma ter sido dispensado com honra do serviço na Guerra do Iraque e aparentemente está considerando uma oferta de emprego da CIA. Apesar de seu ar de perigo e da dificuldade de Erica em deixar sua promiscuidade para trás, os dois formam um vínculo hesitante.
O filme segue a primeira conquista de Erica nas telas, Franki Morrison (Marc Senter), um jovem aspirante a astro do rock que cuida de sua mãe doente. Franki e seus companheiros de banda (mostrados na cena de sexo grupal do filme) garantem orçamento para uma turnê europeia, o câncer de sua mãe parece estar em remissão e ele se reconecta com sua ex-namorada. Toda essa felicidade recém-descoberta é interrompida, entretanto, quando ele é diagnosticado como HIV positivo após uma verificação de rotina. Isso afeta sua mãe também, já que ele vinha doando sangue para ela há meses.
Perturbado com a notícia e todas as suas implicações, Franki decide rastrear a única mulher com quem teve relações sexuais desprotegidas durante os últimos seis meses. Seus dois companheiros de banda deram negativo, mas o ajudam por lealdade. Os três, junto com Ed (Jon Michael Davis), um quarto amigo que não participou da orgia, encontram Erica em um bar local e a levam de volta à força para a casa de Franki. Sua reação à revelação de Franki deixa claro que ela sabia o que estava fazendo o tempo todo, mas talvez enfrente as consequências pela primeira vez. Ela tenta justificar suas ações por desânimo depois que foi estuprada quando criança pelo namorado de sua mãe, e revela que dormiu com pelo menos 130 homens.
Os amigos de Franki relutantemente o deixam sozinho com Erica. Franki tenta racionalizar a situação, mas descobre uma faceta predatória em sua personalidade. Ele estupra Erica e a mantém amarrada e amordaçada pelos próximos dias. Durante este período, sua mãe é implicada em teste positivo para HIV também e decide tomar uma overdose de comprimidos. Franki encontra seu corpo, lê seu bilhete para ele e, em um acesso de raiva, esfaqueia Erica várias vezes. Ele e seus amigos tentam levá-la ao hospital, mas ela sucumbe aos ferimentos antes que o carro possa decolar. Mais uma vez por lealdade, eles decidem levar partes separadas do corpo para descarte iminente.
Antes que eles possam se livrar do corpo, no entanto, Nate usa seu contato da CIA para rastreá-los. Ele tortura e mata todos eles, incluindo Ed e sua família, revelando-se um hábil e sádico interrogador do exército no processo. Sua última vítima é Franki, a quem ele esfola vivo depois de recuperar a cabeça de Erica. Ele finalmente decide recusar a oferta de trabalho de seu contato da CIA e se muda para a casa de sua irmã em Tallahassee, Flórida. No meio de sua viagem para a Flórida, ele queima tudo que o lembra de Erica, incluindo uma foto que revela que eles se casaram algum tempo antes de seu sequestro.[carece de fontes?]

## Elenco
- Noah Taylor como Nate
- Amanda Fuller como Erica
- Marc Senter como Franki
- Nick Ashy Holden como Alvin
- Patrick Crovo	como Carl
- Jon Michael Davis como Ed
- Saxon Sharbino como filha de Ed
- Mark Hanson como Druggie Rock Guy
- Robert Sliger	como oncologista
- Emily Cropper	como clínica de HIV

## Produção
A estrela de Resident Evil: Apocalypse, Robert Hall, trabalhou no filme como Editor. O filme foi rodado em Austin, Texas, no Alamo Drafthouse - 1120 South Lamar Boulevard, Beauty Bar - 617 East 7th Street e The Highball - 1142 South Lamar Boulevard, New Guild Co-Op - 510 West 23rd St. Noah Taylor, Amanda Fuller e Marc Senter interpretaram os protagonistas do projeto Rumleyvision.

## Lançamento
Red White & Blue estreou em 29 de janeiro de 2010 como parte do Festival Internacional de Cinema de Roterdão. Ele foi apresentado em vários festivais de cinema americanos: Em 16 de março de 2010, ele apareceu no South by Southwest; Em 27 de março de 2010, apareceu no Boston Underground Film Festival; e em 17 de julho de 2010 apareceu no Danger After Dark Film Festival. O filme será exibido no Fantasia 2010.

## Prêmios
O filme ganhou o prêmio Best of Fest Narrative Award no Boston Underground Film Festival de 2010.

## Trilha sonora
O artista pop e produtor Richard Chester compôs a trilha sonora oficial.